# Lysandra rufomarginata
Lysandra rufomarginata är en fjärilsart som beskrevs av Wagner 1909. Lysandra rufomarginata ingår i släktet Lysandra och familjen juvelvingar. Inga underarter finns listade i Catalogue of Life.